# Nova Casa Verde
Nova Casa Verde é um distrito do município brasileiro de Nova Andradina, no estado de Mato Grosso do Sul. A capital do Cerrado, como é conhecida, possui grandes reservas ambientais, como a reserva ciliar dos Rios Anhanduí e Pardo, sua fauna diversificada e típica do cerrado encanta a todos visitantes que têm bom senso e ética.
Numa área de 2 km² está construída a sede do Distrito, onde estão instaladas empresas de todo pais como Brasilwood, uma das principais oferecedoras de emprego a uma população de 3 524 habitantes em 2010 segundo o IBGE, onde tem como principal produção econômica a criação de gado de corte, gado de leite, plantio de eucalipto, comercio, produção de mel, carvão e cana de açúcar. 
Atualmente Nova Casa Verde possui em seus arredores grandes fazendas e assentamentos, em função de sua localização, no entroncamento das rodovias MS-134 e BR-267, uma das rodovias mais importantes do Pais, por onde circula a produção agrícola, industrial e comercial dos estados do Paraná, São Paulo, Mato Grosso e Mato Grosso do Sul, o distrito possui grande importância para viajantes que transitam em direção aos estados vizinhos.
O distrito de Nova Casa Verde foi criado a partir da lei n° 241 de 31 de outubro de 2000 e está localizado a 57 km da sede do município de Nova Andradina.

## Rodovias
- BR-267: serve de ligação com Bataguassu e o estado de São Paulo a leste e a Nova Alvorada do Sul e a BR-163 a oeste, em direção a Campo Grande, ao estado de Mato Grosso e a Dourados;
- MS-134: liga Nova Casa Verde a Nova Andradina, situada a 60km[3].